# Kohautia amboensis
Kohautia amboensis là một loài thực vật có hoa trong họ Thiến thảo. Loài này được (Schinz) Bremek. mô tả khoa học đầu tiên năm 1952.